# El Pinal, Veracruz
El Pinal är en ort i Mexiko.   Den ligger i kommunen Atzalan och delstaten Veracruz, i den sydöstra delen av landet, 210 km öster om huvudstaden Mexico City. El Pinal ligger 896 meter över havet och antalet invånare är 103.
Terrängen runt El Pinal är kuperad åt nordost, men åt sydväst är den bergig. Terrängen runt El Pinal sluttar norrut. Runt El Pinal är det ganska tätbefolkat, med 100 invånare per kvadratkilometer. Närmaste större samhälle är Atzalan, 14,6 km sydväst om El Pinal. I omgivningarna runt El Pinal växer i huvudsak städsegrön lövskog.